# Esclerómetro

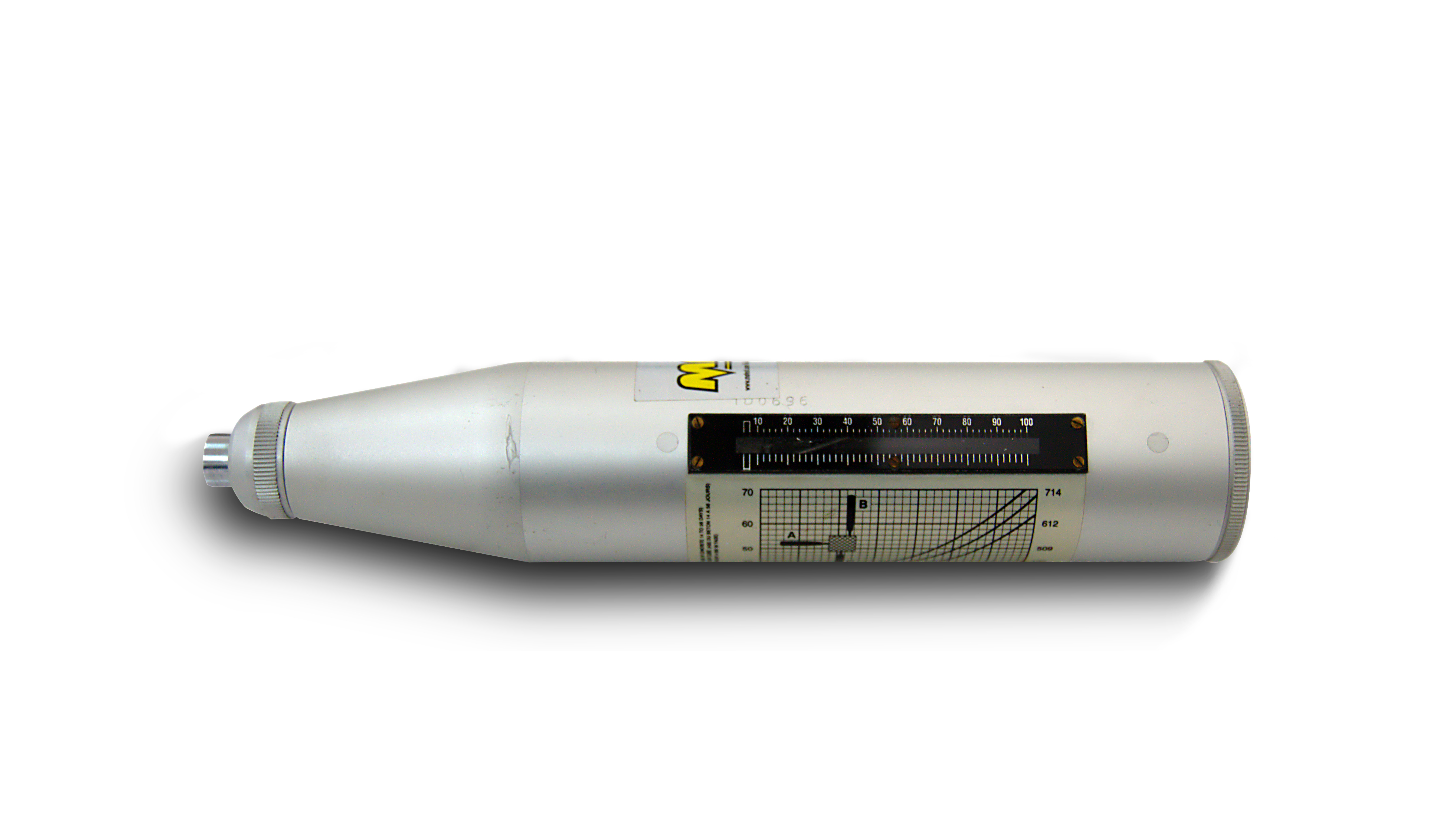
Esclerómetro mecánico para medir la dureza de la superficie del hormigón después del fraguado.

El esclerómetro (también conocido como martillo de Schmidt) es un instrumento de medición creado, inicialmente, para la determinación de la resistencia a compresión en hormigones ya sea en pilares, muros, pavimentos, etc. En algunos países ya no se usa para determinar la resistencia del hormigón endurecido, sino que solamente se utiliza para evaluar la uniformidad del hormigón in situ, delinear zonas de hormigón deteriorado o de baja calidad o estimar el desarrollo de resistencias in situ.
Su funcionamiento consiste en una pesa tensada con un muelle. Dicha pesa tensada es lanzada contra el hormigón y se mide su rebote. 
Aunque no es un método excesivamente fiable, su uso está muy extendido. Proporciona valores aproximados y se emplea principalmente como método de comprobación, siendo menos usado que el ensayo de compresión.
En 1950 se diseñó el primer esclerómetro para la medición no destructiva del hormigón. Patentado con el nombre SCHMIDT, su valor de rebote "R" permite medir la dureza de este material. se ha convertido en el procedimiento más utilizado, a nivel mundial, para el control no destructivo en hormigón. 
Esclerometro digital: frente a los esclerómetros convencionales, la ventaja de incorporar una pantalla en la que se recogen valores mínimos y máximos de una serie cuyo número de medidas establece el usuario. Además de establecer de forma automática tablas de edad del hormigón, descartar valores erráticos, mostrar la desviación estándar y corregir directamente la dirección de impacto, traduce el valor medio R a las unidades convencionales de resistencia, asigna un número a la medida y puede transferir todos los datos a documentos digitales a través de un PC.
Es un método muy subjetivo. Según quién lo haga y cómo lo haga, arrojará unos valores más o menos fiables. Algunas de las causas que pueden alterar el valor son:
- Si no está el esclerómetro perfectamente perpendicular con la superficie, nos dará un rebote menor.

- Si la superficie no está muy limpia y pulida nos dará valores menores (capas de pintura o polvo crean una capa blanda que amortigua el golpe).

- El hormigón es una mezcla de agua, cemento, grava arena y aditivos. Si golpeamos sobre un árido grueso nos dará una dureza mayor.

- Si el hormigón es armado, corremos el riesgo de golpear cerca de una barra corrugada de acero, con una dureza mucho mayor.